# Pseudatrichia truncata
Pseudatrichia truncata är en tvåvingeart som beskrevs av Kelsey 1969. Pseudatrichia truncata ingår i släktet Pseudatrichia och familjen fönsterflugor. Inga underarter finns listade i Catalogue of Life.